# Lillsjön (Byske socken, Västerbotten, 721936-176000)
Lillsjön är en sjö i Skellefteå kommun i Västerbotten och ingår i Åbyälven-Byskeälvens kustområde. Sjön har en area på 0,0609 kvadratkilometer och ligger 12 meter över havet.

## Delavrinningsområde
Lillsjön ingår i det delavrinningsområde (722007-175960) som SMHI kallar för Rinner mot Tåmfjärden. Medelhöjden är 19 meter över havet och ytan är 11,64 kvadratkilometer. Det finns inga avrinningsområden uppströms utan avrinningsområdet är högsta punkten. Avrinningsområdets utflöde mynnar i havet, utan att ha någon enskild mynningsplats. Avrinningsområdet består mestadels av skog (74 procent) och öppen mark (11 procent). Avrinningsområdet har 0,26 kvadratkilometer vattenytor vilket ger det en sjöprocent på 2,2 procent. Bebyggelsen i området täcker en yta av 0,41 kvadratkilometer eller 4 procent av avrinningsområdet.